# Mjösjön (Umeå socken, Västerbotten, 708905-170346)
Mjösjön är en sjö i Umeå kommun i Västerbotten och ingår i Umeälvens huvudavrinningsområde. Sjön är 6 meter djup, har en yta på 0,241 kvadratkilometer och befinner sig 114,6 meter över havet. Sjön avvattnas av vattendraget Kvarnbäcken. Vid provfiske har abborre, gers, gädda och mört fångats i sjön.

## Delavrinningsområde
Mjösjön ingår i det delavrinningsområde (708834-170374) som SMHI kallar för Utloppet av Mjösjön. Medelhöjden är 124 meter över havet och ytan är 1,59 kvadratkilometer. Det finns inga avrinningsområden uppströms utan avrinningsområdet är högsta punkten. Kvarnbäcken som avvattnar avrinningsområdet har biflödesordning 2, vilket innebär att vattnet flödar genom totalt 2 vattendrag innan det når havet efter 34 kilometer. Avrinningsområdet består mestadels av skog (68 procent). Avrinningsområdet har 0,24 kvadratkilometer vattenytor vilket ger det en sjöprocent på 14,9 procent.